# Chiesa di San Bernardo Abate e San Martino Vescovo
La chiesa di San Bernardo Abate e San Martino Vescovo è la parrocchiale di Sermerio, frazione del comune sparso di Tremosine sul Garda, in provincia e diocesi di Brescia; fa parte della zona pastorale dell'Alto Garda.

## Storia

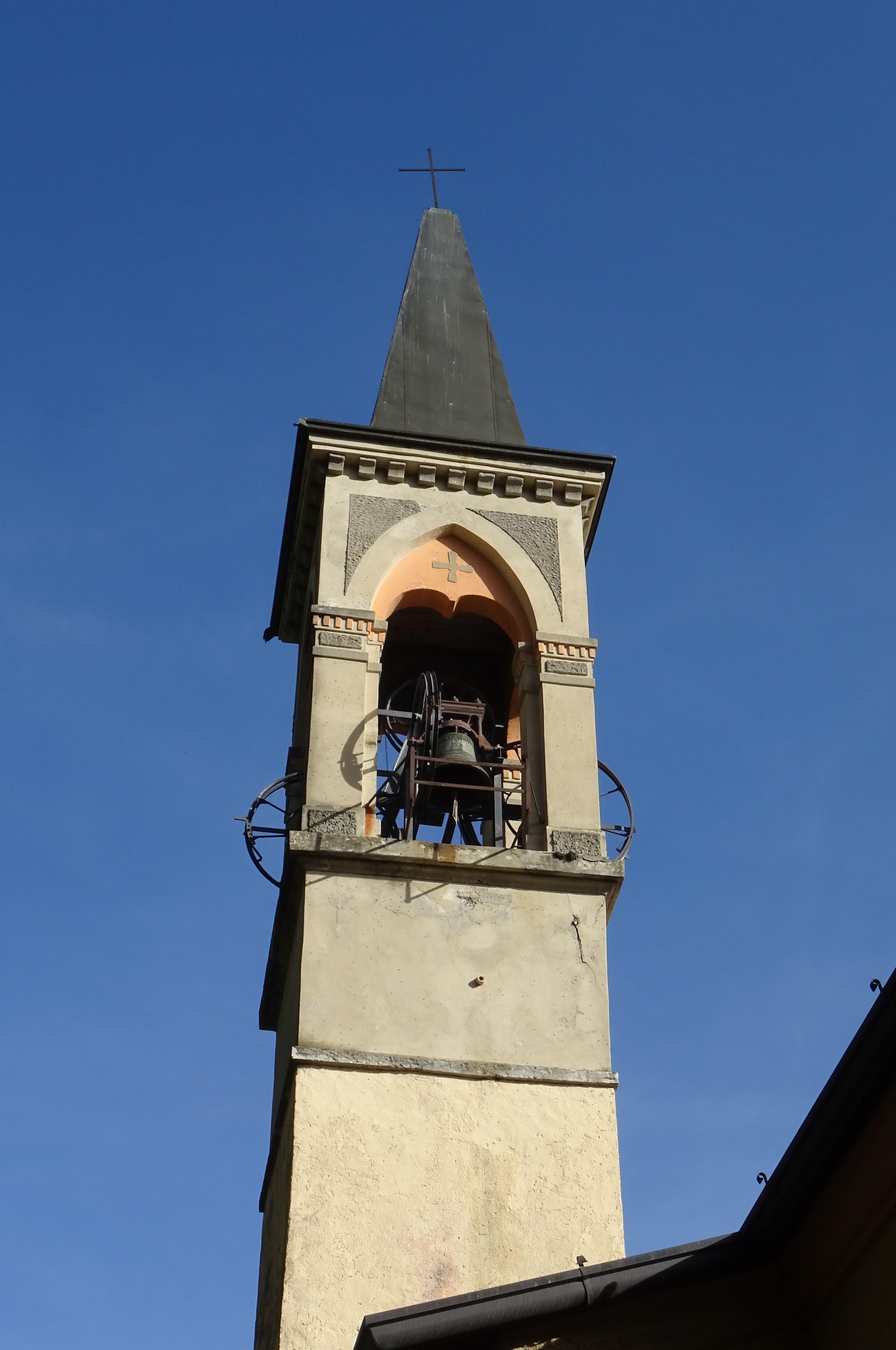
Torre campanaria

L'originaria cappella di Sermerio sorse tre i secoli XV e XVI; era dedicata al solo san Bernardo.
In alcuni documenti del 1566 si legge che questo luogo di culto era affiancato dal cimitero.
Nel 1631 si iniziò a celebrare la Messa nella chiesa, mentre circa mezzo secolo dopo si incominciarono a impartire pure gli altri sacramenti.

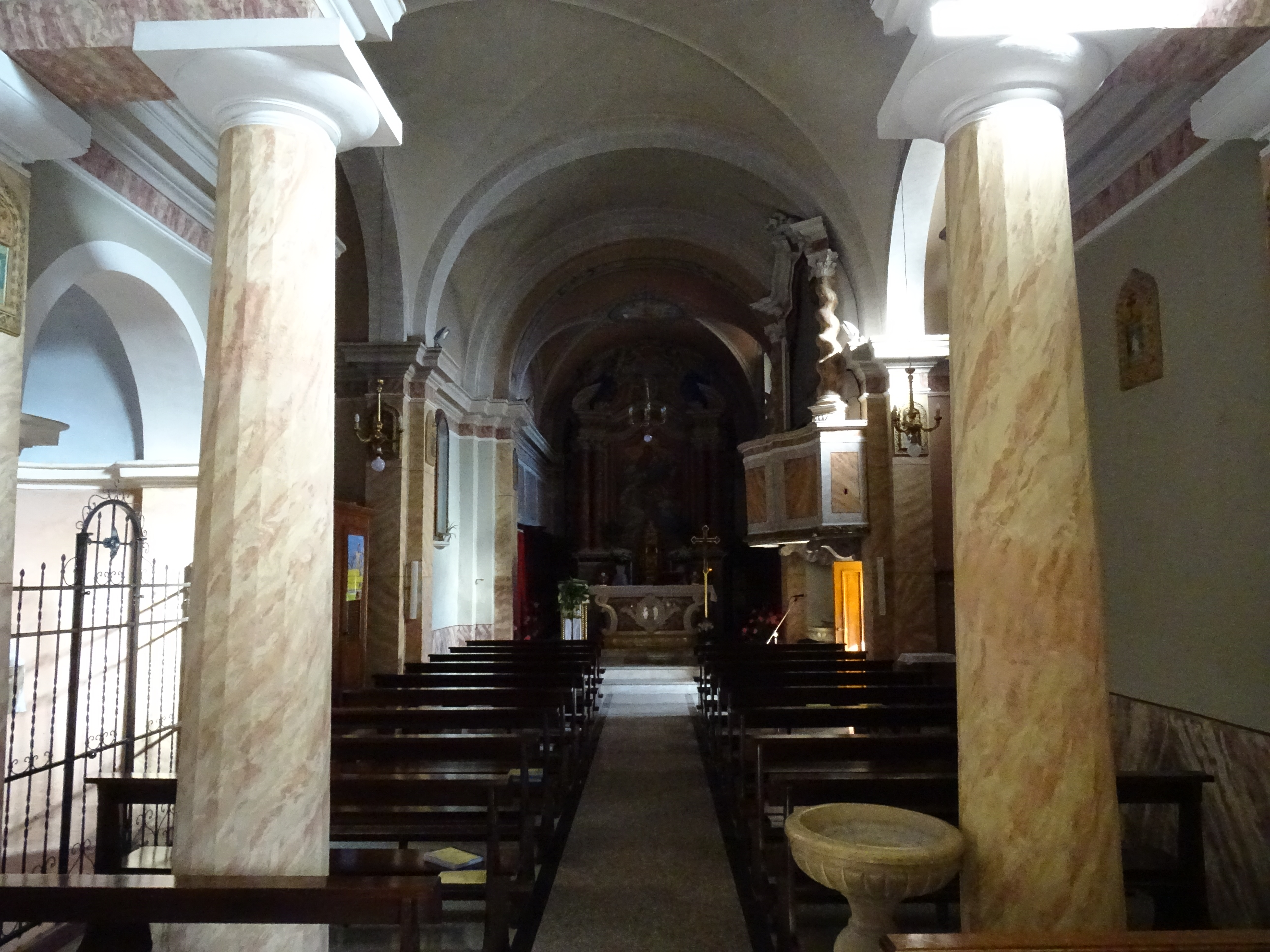
Interno

Tuttavia l'autonomia parrocchiale fu concessa appena nel 1854, rendendo così Sermerio indipendente dalla pieve di San Giovanni Battista; nello stesso anno la chiesa venne interessata da un intervento di rifacimento e di ampliamento.
Nei primi anni settanta la parrocchiale fu adeguata alle norme postconciliari e nel 2003 poi restaurata.

## Descrizione

### Esterno
La facciata a capanna della chiesa, rivolta a occidente, presenta al centro il portale d'ingresso marmoreo, sormontato da una mensola, e sopra una specchiatura rettangolare, mentre a coronamento del prospetto si trova il timpano di forma triangolare.
La torre campanaria a base quadrata, costruita all'inizio del XIX secolo, ha la cella che si apre con quattro finestre a monofora e la copertura è una guglia piramidale.

### Interno
L'interno dell'edificio si compone di un'unica navata, sulla quale si affacciano due cappelle laterali, introdotte da archi a tutto sesto, e le cui pareti sono scandite da paraste sorreggenti la trabeazione modanata e aggettante sopra la quale si imposta la volta; al termine dell'aula si sviluppa il presbiterio, rialzato di alcuni gradini e chiuso dall'abside.